# Seznam nosilcev reda Manevrske strukture narodne zaščite
Seznam nosilcev reda Manevrske strukture narodne zaščite.

## Red MSNZ I. stopnje
2. december 2005
Vincencij Beznik, Anton Krkovič

## Red MSNZ II. stopnje
2. december 2005
Vojko Adamič, Ernest Breznikar, Miha Butara, Leopold Čuček, Marjan Fekonja, Stane Ferjančič, Ivan Golob, Rade Klisarič, Bojan Končan, Cvetko Kravanja, Miran Loparec, Srečko Martinuč, Edvard Mihalič, Albin Mikulič, Jože Ranzinger, Gabriel Rrijavec, Janez Slapar, Ivan Smodiš, Štefan Šemrov, Vojko Štembergar, Borut Usenik, Zlatko Vehovar, Dragotin Vidrih, Ivan Vučetič, Stanislav Zlobko, Peter Zupan

## Red MSNZ III. stopnje
2. december 2005
Darko Andrejašič, Miran Barborič, Bogdan Beltram, Vito Berginc, Alojzij Bogataj, Drago Božac, Ivan Božic, Mihalj Bukovec, Štefan Vladimir Cimer, Darko Čop, Henrik Čopi, Miroslav Debelak, Slavko Dekleva, Franc Dominko, Ljubomir Dražnik, Peter Einfalt, Miran Fišer, Ivo Furlan, Alan Geder, Nikola Glavatović, Boris Gril, Dominik Grmek, Bogdan Hvalc, Viktor Jeromel, Herman Jeseničnik, Franc Kapun, Branko Kobetič, Andrej Kocbek, Andrej Koce, Anton Kolar, Danilo Korče, Janez Koselj, Alojz Košević, Franc Košir, Tomaž Krek, Aleš Kulovec, Peter Leopold, Luka Levičnik, Peter Levstek, Ladislav Lipič, Boris Logar, Boris Lojen, Vladimir Maher, Marino Medeot, Boris Mikuš, Peter Mlakar, Rafael Mokorel, Karlo Nanut, Alojz Novak, Venčeslav Ogrinc, Jože Palfi, Mihael Petrovič, Matjaž Piškur, Alojzij Rejc, Anton Rešek, Koloman Rituper, Janko Rutar, Darko Skok, Anton Sračnik, Marijan Strehar, Edmond Šarani, Primož Šavc, Roman Šiško, Martin Škorc, Miloš Šonc, Mirko Špetič, Alojz Šteiner, Bojan Šuligoj, Franc Šuštar, Mitja Teropšič, Zdenko Terpin, Janez Ude, Rihard Urbanc, Emil Velikonja, Gorazd Vidrih, Zdravko Vilar, Borut Zajec, Boris Zakrajšek, Marko Zidarn, Stanko Žitnik

#### Red MSNZ III. stopnje – posmrtno
2. december 2005
Vinko Blatnik, Janez Bohar, Anton Matvos, Mladen Mrmolja, Jože Prislan, Jože Prvinšek, Vilibald Skrt, Davor Wimmer